# Train de fret

Train entier de wagons-trémies chargés de charbon (Royaume-Uni)

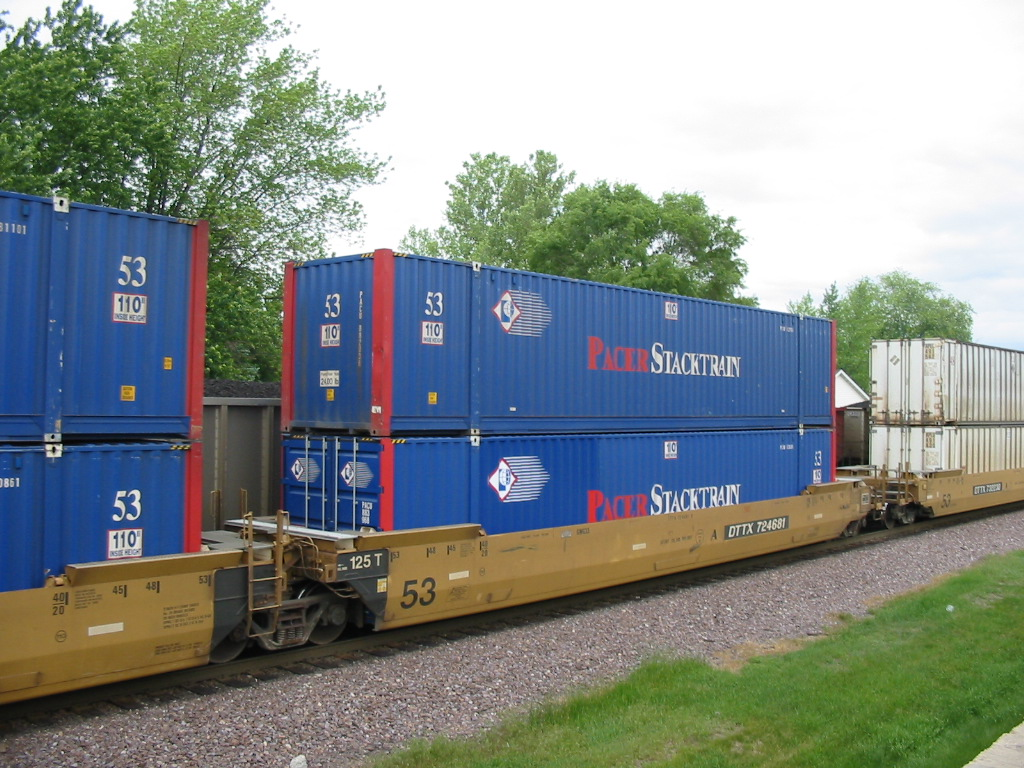
Train de conteneurs sur deux niveaux (États-Unis)

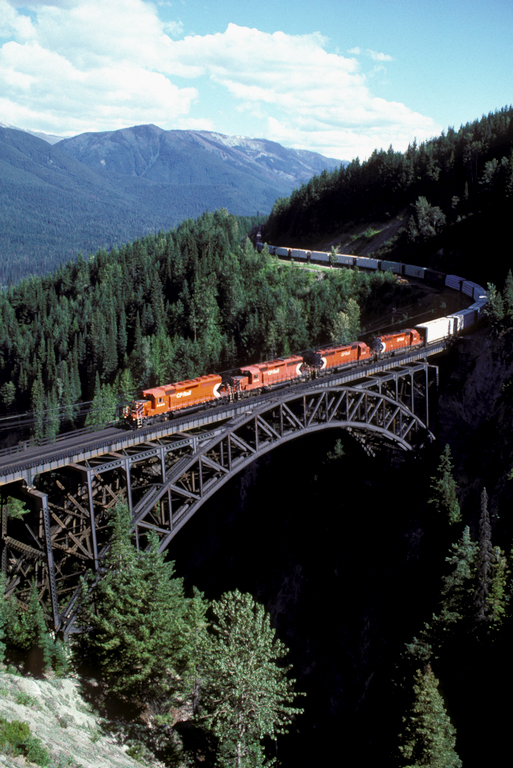
Train de marchandises du Canadien Pacifique tracté par quatre locomotives diesel

Un train de fret, ou train de marchandises, est un train destiné à transporter des marchandises, contrairement au train de voyageurs, destiné à transporter des personnes.

## Description
Le train de fret est composé d'un ou plusieurs engins moteurs (locomotives ou locotracteurs dans le cas des trains de desserte terminale) et d'un certain nombre de wagons.
Les locomotives sont généralement placées en tête du train, mais dans certains cas on peut en placer en queue pour assurer un renfort de motricité par propulsion, par exemple sur certains tronçons de lignes de montagne à déclivité importante, ou encore intercalées au milieu du train dans le cas de trains longs, ce qui permet de mieux répartir les efforts de freinage et de ne pas excéder les limites de résistance des attelages.
Le nombre de wagons est adapté d'abord au volume de marchandises à transporter, mais il est aussi contraint par la puissance de traction des locomotives et de la résistance de la voie, déterminée notamment par la pente, ainsi que par la résistance des attelages, et par la longueur maximale tolérée sur la ligne en fonction des possibilités de garage existantes.
Il peut être exploité par une entreprise ferroviaire unique, ou par plusieurs entreprises ferroviaires, en fonction des accords commerciaux passés entre ces dernières. C'est souvent le cas des trains internationaux à long parcours qui peuvent être pris en charge successivement par plusieurs entreprises.
Les trains de fret sont composés d'un équipage de conducteurs n'excédant généralement pas deux personnes et qui peuvent se relayer pendant le trajet.
Les marchandises transportées peuvent relever d'un unique client, comme c'est souvent le cas des trains entiers de point à point, circulant par exemple entre deux installations industrielles. Elles peuvent aussi concerner plusieurs clients, cas des trains intertriages qui acheminent des wagons d'origines différentes, regroupés dans un triage pour composer un train.
On peut aussi distinguer parmi les trains de marchandises, certaines catégories particulières, comme les trains de messagerie affectés au transport de colis, les trains du transport combiné équipées de wagons-plats ou wagons-squelette spécialisés au transport de conteneurs ou de véhicules routiers, ou les trains de matériel vide, acheminant des wagons vides (ou parfois des voitures à voyageurs « en marchandises »). Les trains de matériel vide assurent souvent le retour rapide vers le point de chargement de wagons très spécialisés, qui ne peuvent donc servir à transporter d'autres marchandises.
Son acheminement peut donc, selon le cas, être direct, ou transiter par des triages ou d'autres installations imposées par la technique d'exploitation (relais de locomotives, changement d'essieux ou d'écartement...). Selon les types de trains, la vitesse limite d'acheminement peut être différente. En France par exemple, les trains de fret circulent généralement à 100 km/h mais certains trains spécialisés peuvent circuler à 160 km/h permettant une meilleures inscription de leurs horaires entre les trains de voyageurs dans les lignes mixtes. Cette vitesse est aussi contrainte par les caractéristiques des locomotives et de la ligne.
Certaines lignes de chemin de fer sont réservées aux trains de fret, soit du fait de la disparition des services voyageurs, comme c'est le cas de certaines lignes rurales, soit parce qu'elles ont été conçues dès leur création pour un trafic spécifique, cas des lignes minières, comme le chemin de fer de Mauritanie. Les lignes affectées au transport de marchandises se caractérisent aussi par la charge à l'essieu, qui permet selon le cas d'accepter des wagons plus ou moins chargés, et par le gabarit dégagé qui autorise la circulation de certains types de chargements (conteneurs, véhicules routiers, transports exceptionnels).
En 2013, le train doté de la plus grande capacité de fret est livré à Rio Tinto. Le train peut transporter jusqu'à 155 tonnes par wagon. La charge maximum par essieu de chaque wagon est de 44 tonnes. La charge totale du train est d'environ 30 000 à 50 000 tonnes. Ce train a été fabriqué en Chine par la société Qiqihar Railway Rolling Stock, filiale de le China CNR.

### En France
En France, il existe deux catégories de trains de fret.
- Train de marchandises (MA) : train composé de matériels du parc marchandises destiné au transport de marchandises et normalement freiné au régime marchandises. Il peut éventuellement comporter ou être composé de matériels du parc voyageurs.

Les trains de marchandises peuvent circuler à 80 km/h (MA 80), 90 km/h (MA 90) ou 100 km/h (MA 100).
- Train de messageries (ME) : train composé de matériels du parc marchandises destiné au transport de marchandises et freiné au régime voyageurs. Il peut éventuellement comporter ou être composé de matériels du parc voyageurs.

Les trains de messageries peuvent circuler à 100 km/h (ME 100), 120 km/h (ME 120) ou 140 km/h (ME 140). Il a également existé des trains de messageries circulant à 160 km/h et 200 km/h.